# Ил-112В
Ил-112В — проект российского перспективного лёгкого военно-транспортного самолёта нового поколения, для производства на Воронежском авиационном заводе грузоподъемностью около 5 тонн. В настоящий момент для реализации проекта необходима производственная серия по двигателю ТВ7-117СТ02, который кроме самолёта Ил-112В также должен применяться на большой серии малых пассажирских самолётов Ладога. Исходя из этого запуск в серийное производство Ил-112В следует ожидать после начала серийного производства необходимого для него двигателя ТВ7-117СТ02. Данный самолёт предназначен для замены самолётов Ан-26. Его преимуществом являлась способность взлетать и приземляться на небольшие малооборудованные аэродромы, имеющие бетонированное, грунтовое, асфальтовое покрытие взлётно-посадочных полос. Первый полёт Ил-112В совершил в Воронеже 30 марта 2019 года. 13 октября 2023 года стало известно, что на основании проекта Ил-112В планируется выпуск модификации для военно-транспортной и коммерческой авиации с маркировкой Ил-212 для двигателя ПД-8 с в два раза большей грузоподъёмностью.

## История проекта

### Предыстория
В первой половине 1990-х годов КБ имени Ильюшина был предложен укороченный вариант Ил-114 под рабочим названием Ил-112. Воплощения проект не получил и в дальнейшем индекс 112 перешёл к совершенно другому самолёту — военно-транспортному Ил-112В, разработка которого началась в начале 2000-х годов.
В апреле 2004 года проект самолёта Ил-112В победил в конкурсе на разработку лёгкого военно-транспортного самолёта, проводимом Минобороны РФ, опередив проекты МиГ-110, М-60ЛВТС и Ту-136Т.
В мае 2005 года командующий 61-й воздушной армией генерал-лейтенант Виктор Денисов сообщил представителям СМИ, что первый Ил-112 поднимется в воздух уже в 2006 году, а в 2007 году будет выпущена установочная партия; также, финансирование проекта будет учтено в ГПВ-2020 (Государственной программе вооружений на период 2011—2020 гг.) и в плане гособоронзаказа до 2015 года. Темп производства должен был составлять до 18 машин в год. Однако финансирование проекта сократилось и дальнейшая реализация проекта замедлилась, а сроки были отложены.

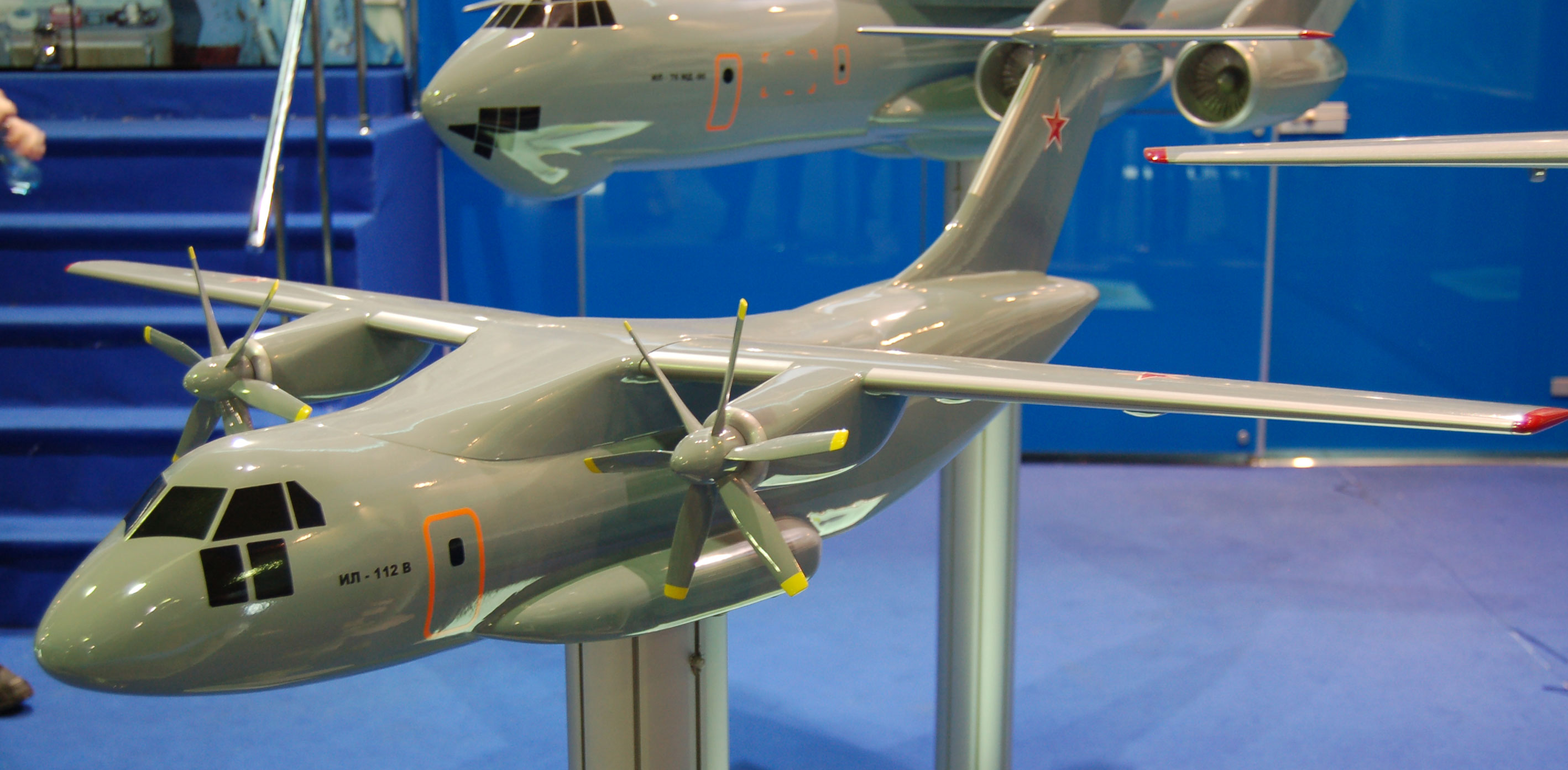
Макет Ил-112В на МАКС-2009

Для начала реализации проекта ВАСО должно было собрать четыре опытных образца, два из которых — лётных, а два других — для наземных испытаний. Позже руководство ВАСО сообщило, что опытный образец будет собран до конца 2010 года, а в 2011 году будет организован серийный выпуск. Однако в августе 2010 года, когда шла подготовка к производству (были построены стапели и оснастка), генеральный заказчик (Минобороны РФ) полностью приостановил финансирование проекта, и предложил разработчикам (АК им. С. В. Ильюшина) самостоятельно изыскать средства (около 800 миллионов рублей) для сборки четырёх опытных образцов.
В мае 2011 года Минобороны РФ приняло решение отказаться от военно-транспортной версии Ил-112, приобретя семь самолётов Ан-140 грузовой модификации, и 20 июля сборка опытной машины была остановлена.

### Возобновление проекта
10 января 2013 года стало известно, что Главкомат ВВС России в конце декабря представил министру обороны С. К. Шойгу обоснование для возобновления проекта Ил-112, а 24 июня стало известно, что Ил-112 рассматривается как замена старых военно-транспортных Ан-26.
26 июня ОКБ Ильюшина направило в ОАО «Климов» заявку на создание нового турбовинтового двигателя для Ил-112.
В августе генеральный конструктор ОАО «Ил» Виктор Ливанов подтвердил, со ссылкой на источник в Минобороны РФ, что работы по этому проекту возобновлены.
23 декабря 2014 года пресс-служба ОАО «Авиационный комплекс им. С. В. Ильюшина» сообщила про заключение контракта с Минобороны РФ на разработку военно-транспортного самолёта Ил-112В, куратором программы от ОАК был назначен Ю. В. Грудинин, а конструктором — С. М. Громов. Планировалось использование российских силовых установок ТВ7-117СТ.
Для всех модификаций самолёта будет принята система эксплуатации по техническому состоянию без капитальных ремонтов, обеспечивающая поддержание требуемого уровня лётной годности при минимальных эксплуатационных расходах в пределах назначенного ресурса (45 000 лётных часов или 30 000 полётов) и срока службы 35 лет.

### Первый лётный экземпляр
В июле 2016 года специалисты ЦАГИ провели испытания модели Ил-112В на флаттер.
К декабрю того же года на воронежском авиазаводе ВАСО собран фюзеляж первого Ил-112В (заводской номер 01-01) и проведена стыковка крыла с фюзеляжем. 22 февраля на ОАО «Ил» начались работы по монтажу экспериментального образца процедурного тренажёра[что?].
5 апреля на ВАСО поступили первые двигатели ТВ7-117СТ.
11 апреля Совет директоров ОАО «Ил» одобрил сделку с ЛИИ им. Громова на оснащение опытных самолётов Ил-112В комплектом бортовых траекторных измерений (КБТИ-М) для проведения испытаний. В апреле самолёт был поставлен под ток, начались испытания отдельных систем.
27 ноября 2018 года на воронежском авиастроительном предприятии прошла процедура передачи первого лётного образца Ил-112В на лётно-испытательную станцию.
Первый полёт Ил-112В состоялся 30 марта 2019 года (как и планировалось); полёт состоялся с взлётно-посадочной полосы аэродрома ПАО «ВАСО» и продлился 45 минут на скорости 250 км/ч; самолёт совершил испытательный полёт над Воронежем и успешно приземлился. Экипажем командовал лётчик-испытатель, Герой России Николай Куимов. 
После первого испытательного полёта в 2019 году в СМИ появилась информация, что прототип самолёта не соответствует требованиям технического задания — он имеет превышение собственного веса на 2 тонны и из-за этого, без дополнительных доработок, может значительно снизиться либо грузоподъёмность, либо дальность полёта. По мнению некоторых критиков[каких?] самолёт имеет множество дефектов, о которых, впрочем, было известно ещё до первого полёта; при этом сама фирма Ильюшина заявила, что данные недостатки являются обычными для самолётов в начале испытаний и будут устранены.
После полёта самолёт был помещён в цех ВАСО, выполнялись работы с двигателем, при этом сроки второго полёта неоднократно переносились.
19 марта 2021 года, спустя почти 2 года после единственного полёта, стало известно о выполнении наземных пробежек на территории аэродрома; ожидалось, что второй полёт может состояться весной.
Программа лётных испытаний Ил-112В продолжилась 30 марта — полёт продолжался около 30 минут и прошёл в штатном режиме, в ходе полёта были проверены режимы работы силовой установки, устойчивость и управляемость самолёта, работа его основных систем.
13 августа 2021 года первый образец самолёта совершил перелёт из Воронежа в подмосковный Жуковский для участия в VII Международном военно-техническом форуме «Армия-2021».
17 августа при заходе на посадку в аэропорту Кубинка опытный Ил-112В разбился, на борту было 3 члена экипажа.
23 августа вице-премьер РФ Юрий Борисов заявил, что, несмотря на катастрофу опытного экземпляра, программа создания самолёта Ил-112В будет продолжена.

#### Остановка работ
22 февраля 2022 года было объявлено, что все работы по производству самолёта, в том числе и работы по сборке на ВАСО второго и третьего лётных образцов, приостановлены до завершения расследования катастрофы с первым образцом.

#### Параллельные проекты на основе планера Ил-112В
В июле 2023 года было сообщено о планах создания на основе проекта Ил-112В нового проекта Ил-212 под турбовентиляторные двигатели ПД-8 с в два раза большей грузоподъёмностью.

## Конструкция
Двухдвигательный турбовинтовой моноплан с высокорасположенным прямым крылом.
Для противодействия поражению ракетами с инфракрасными, ультрафиолетовыми, оптическими и радарными головками самонаведения, при действии вблизи линии соприкосновения войск во время вооружённых конфликтов, военно-транспортная модификация будет оснащаться бортовым комплексом обороны, разработанным на основе комплексов индивидуальной защиты авиации «Витебск» и «Президент-С» производства КРЭТ.

## Производство

### Подготовка производства
В декабре 2015 года было озвучено, что ПАО «ВАСО» модернизирует свои цеха на общую сумму более чем 1,3 млрд рублей для предстоящей сборки Ил-112В. С января 2016 года на «Авиастар-СП» приступил к конструкторско-технологической проработке и подготовке производства, а также началось изготовление первых деталей.
По словам занимавшего тогда пост генерального директора компании Юрия Грудинина, серийное производство Ил-112В будет налажено в 2022 году.
На воронежском авиазаводе (ВАСО) готовятся постепенно выйти на производство до 12 самолётов в год.

### Производственная кооперация
При серийном производстве ВАСО является головным изготовителем самолёта, за которым закреплено 85 % всего объёма строительства, при этом ещё участвуют смежники:
- АО «Климов» — производство турбовинтовых двигателей ТВ7-117СТ;
- АО «Авиастар-СП» — люки, двери, панели фюзеляжа;
- ЗАО «Аэрокомпозит» — изделия и агрегаты из ПКМ.

## Расчётные лётно-технические характеристики Ил-112В

### Характеристики летательного аппарата
- Экипаж: 2 человека
- Длина: 24,15 м
- Диаметр фюзеляжа: 3,29 м
- Колея шасси: 4 м
- Размах крыла: 27,15 м
- Площадь крыла: 65 кв. м
- Высота: 8,89 м
- Масса пустого: 14 т
- Нормальная взлётная масса: 20,4 т
- Максимальная взлётная масса: 21 т

Проекции самолёта Ил-112.

- Ёмкость топливных баков: 7200 л × 0,775 кг/л = 5580 кг
- Проём рампы, В × Ш: 2,42 × 2,45 м[источник не указан 2957 дней]
- Грузоподъёмность: 5 т (максимальная загрузка)
- Пассажировместимость: 44 (грузопассажирский вариант)

### Основные характеристики силовой установки
- Двигатель: ТВ7-117СТ
- Мощность на максимальном взлётном режиме: 2 × 3100 л. с.
- Мощность на повышенном чрезвычайном режиме: 2 × 3600 л. с.
- Воздушный винт: однорядный шестилопастной АВ-112
- Диаметр винта: 3,9 м
- Тяга: 3645 кгс
- Форсажная тяга: 4145 кгс
- Расход топлива: 175 грамм на л. с.⋅час
- Удельный расход: 31,12 грамм/пасс./км (вычислено по модели)

### Лётно-технические характеристики
- Максимальная скорость: 550 км/ч
- Крейсерская скорость: 450—500 км/ч
- Практическая дальность: 2400 км при загрузке 3,5 т
- Практическая дальность: 1200 км при максимальной загрузке 5 т
- Перегоночная дальность: 5200 км
- Практический потолок: до 7600 м
- Длина разбега: 870 м
- Длина пробега: 600 м
- Потребная длина ВПП 1200 м

## Сравнение характеристик
|                                                                   | Ил-112В            | Ан-26                                                        | Xian MA60                   | Ан-140Т            | Ан-132                                        | CASA C-295                                                                       | Alenia C-27 Spartan                                                              |
| ----------------------------------------------------------------- | ------------------ | ------------------------------------------------------------ | --------------------------- | ------------------ | --------------------------------------------- | -------------------------------------------------------------------------------- | -------------------------------------------------------------------------------- |
| Фото                                                              |                    |                                                              |                             |                    |                                               |                                                                                  |                                                                                  |
| Страна                                                            | Россия             | СССР                                                         | Китай                       | Украина            | Украина                                       | Испания                                                                          | Италия / · США                                                                   |
| Первый полёт                                                      | 2019 г.            | 1969 г.                                                      | 2000 г.                     | 1997 г.            | 2017 г.                                       | 1997 г.                                                                          | 1999 г.                                                                          |
| Основные размерения                                               |                    |                                                              |                             |                    |                                               |                                                                                  |                                                                                  |
| Длина, м                                                          | 24,15              | 23,87                                                        | 24,7                        | 22,6               | 24,53                                         | 24,4                                                                             | 22,70                                                                            |
| Высота, м                                                         | 8,9                | 8,575                                                        | 8,8                         | 8,23               | 8,8                                           | 8,82                                                                             | 9,64                                                                             |
| Размах крыла, м                                                   | 27,15              | 29,2                                                         | 29,2                        | 24,505             | 29,2                                          | 25,81                                                                            | 28,7                                                                             |
| Масса пустого, т                                                  | -                  | 15,85                                                        | 13,70                       | 12,81              | -                                             | 11,2                                                                             | 17,0                                                                             |
| Масса снаряжённого, т                                             | 15                 | -                                                            | -                           | -                  | -                                             | -                                                                                | -                                                                                |
| Нормальная взлётная масса, т                                      | 20,4               | 23                                                           | 21,8                        |                    | -                                             | 20,7                                                                             | 25,8                                                                             |
| Максимальная взлётная масса, т                                    | 21                 | 24                                                           | 21,8                        | 21                 | 31,5                                          | 23,2                                                                             | 32,5                                                                             |
| Лётно-технические характеристики                                  |                    |                                                              |                             |                    |                                               |                                                                                  |                                                                                  |
| Экипаж, чел.                                                      | 2                  | 6                                                            | 2                           | 2                  | 2                                             | 2                                                                                | 2                                                                                |
| Пассажировместимость, чел.                                        | 44                 | до 38 солдат, или 30 десантников, или 24 раненых на носилках | 60                          | 52                 | 75 солдат, или 46 десантников, или 27 раненых | до 69 солдат, или 48 десантников, или 27 раненых на носилках с 4 сопровождающими | до 60 солдат, или 46 десантников, или 36 раненых на носилках с 6 сопровождающими |
| Грузоподъёмность, т                                               | 5                  | 5,5                                                          | 5,5                         | 6                  | -                                             | -                                                                                | -                                                                                |
| Полезная нагрузка, т                                              | -                  | -                                                            | -                           | -                  | 9,2                                           | 9,7                                                                              | 11,5                                                                             |
| Практическая дальность при максимальной коммерческой загрузке, км | 1200               | 1100                                                         | 1600                        | 1300               | 2000                                          | 1350                                                                             | 1759                                                                             |
| Практическая дальность, км                                        | 3400               | 1600                                                         | 2450                        | 2320               | 3500                                          | 4500                                                                             | 1852                                                                             |
| Перегоночная дальность, км                                        | 5200               | 2660                                                         |                             | 3700               | 4400                                          |                                                                                  | 5926                                                                             |
| Практический потолок, м                                           | до 7600            | 7300                                                         | 7600                        | 7600               | 8230                                          | 7620                                                                             | 9144                                                                             |
| Максимальная скорость, км/ч                                       | 550                | 540                                                          | 540                         | 533                |                                               | 576                                                                              | 602                                                                              |
| Крейсерская скорость, км/ч                                        | 482                | 435                                                          | 430                         | 460                | 550                                           | 482                                                                              | 583                                                                              |
| Длина разбега, м                                                  | 870                | 870                                                          |                             | 880                | 895                                           | 670                                                                              | 580                                                                              |
| Длина пробега, м                                                  | 600                | 650                                                          |                             |                    | 570                                           | 340                                                                              | 340                                                                              |
| Силовая установка                                                 |                    |                                                              |                             |                    |                                               |                                                                                  |                                                                                  |
| Количество двигателей                                             | 2                  | 2                                                            | 2                           | 2                  | 2                                             | 2                                                                                | 2                                                                                |
| Тип двигателей                                                    | ТВ7-117СТ          | АИ-24ВТ                                                      | Pratt Whitney Canada PW127J | ТВ3-117ВМА-СБМ1    | Pratt & Whitney PW150D                        | Pratt Whitney Canada PW127G                                                      | Rolls-Royce AE2100-D2A                                                           |
| Мощность, л. с.                                                   | 2800 × 2           | 2074 × 2                                                     | 2750 × 2                    | 2500 × 2           | 5071 × 2                                      | 2645 × 2                                                                         | 4700 × 2                                                                         |
| Тяга, кгс                                                         | 3645               | 1650                                                         |                             |                    |                                               |                                                                                  |                                                                                  |
| Тяга на форсаже, кгс                                              | 4145               | 1650                                                         |                             |                    |                                               |                                                                                  |                                                                                  |
| Мощность на чрезвычайном режиме, л. с.                            | 3600 × 2           | 2800 × 2                                                     |                             | 2800 × 2           |                                               |                                                                                  |                                                                                  |
| Мощность на крейсерском режиме, л. с.                             | 2000 × 2           |                                                              |                             | 1750 × 2           |                                               |                                                                                  |                                                                                  |
| Расход топлива на взлетном режиме                                 | 0,190 кг/л. с.⋅час |                                                              |                             | 0,209 кг/л. с.⋅час |                                               |                                                                                  |                                                                                  |
| Расход топлива на крейсерском режиме                              | 0,175 кг/л. с.⋅час | 0,245 кг/л. с.⋅час                                           |                             |                    |                                               |                                                                                  |                                                                                  |
| Запас топлива, л                                                  | 7900               | 7080                                                         |                             | 5550               |                                               | 7650                                                                             | 11750                                                                            |
| Стоимость, млн дол. США                                           |                    |                                                              |                             | 20 (2012 год)      | 30—40                                         | 40 (2012 год)                                                                    | 53,3 (2012 год)                                                                  |

## Модификации
- Военно-транспортный самолёт
- Лёгкий командно-штабной самолёт
- Региональный пассажирский самолёт

### Ил-212
Ил-212 — проект 2023 года, существенно переработанный Ил-112В. От предшественника у него сохранится бортовое оборудование и авионика, фюзеляж. Вместо турбовинтовых ТВ-117С он получит турбореактивные двигатели ПД-8, установленные над крылом, как у Ан-72 (это обеспечит эксплуатацию нового самолета с неподготовленных полос и грунтовых аэродромов). Будет переработано крыло самолета и шасси, установлены новые топливная и гидросистема. Показатели дальности, грузоподъемности и габаритов грузовой кабины пока в плане разработки.

## Заказчики
Ожидалось, что контракт на поставку двух самолётов установочной партии для ВКС России будет подписан в 2017 году, после чего будет подписан контракт между авиационным комплексом «Ил» и Министерством обороны РФ на первую партию из 35 самолётов для ВКС РФ, сообщил ТАСС со ссылкой на Дмитрия Савельева. Также, по словам Дмитрия Савельева, есть запросы до 100 самолётов от других государственных структур.
Экспортный вариант именуется Ил-112ВЭ (эта машина уже включена в каталог «Рособоронэкспорта»); их производство ожидается не ранее 2024—2025 годов.

## Катастрофы и происшествия
17 августа 2021 года первый лётный экземпляр самолёта Ил-112В (регистрационный номер RF-41400, бортовой № 01 «жёлтый») разбился во время тренировочного полёта возле подмосковной Кубинки, погибли три члена экипажа: лётчики-испытатели Николай Куимов и Дмитрий Комаров, бортинженер-испытатель Николай Хлудеев. При взлёте произошёл помпаж и последующее возгорание правого двигателя, самолёт завалился на правое крыло, сорвался в штопор, столкнулся с землёй и взорвался в районе населённого пункта Никольское.